# Coordination nationale pour les libertés et la transition démocratique
La Coordination nationale pour les libertés et la transition démocratique ou CNLTD ou CLTD (ou Mazafran I et II) est une coordination créée le 10 juin 2014 à Zéralda qui regroupe des partis et personnalités politiques de l'opposition (islamistes, laïcs et nationalistes) qui avaient appelé au boycott de l’élection présidentielle du 17 avril 2014, dans le but d'organiser une transition démocratique en Algérie,,.
Cette coordination ne réussit pas à former des objectifs et propositions clairs, perdant de l'énergie dans les intérêts des partis. Sans avis clair pour ou contre un boycott, l'opposition, dont la CNLTD, est vue comme affaiblie lors des élections législatives algériennes du 4 mai 2017. La CNLTD est dissoute en 2017-2018.

## Chronologie

### Prémices
Plusieurs tentatives de rassembler les partis de l'opposition et la société civile ont été lancés dès l'année 2011 en plein contexte de printemps arabe.

#### 2011
Une Coordination nationale pour le changement et la démocratie (CNCD) regroupant l'opposition algérienne est créée le 21 janvier 2011 dans la foulée des émeutes qui ont secoué le pays. On y retrouve Ali Yahia Abdennour de la ligue des droits de l'Homme, Mustapha Bouchachi, des associations estudiantines et de jeunes, le collectif des chômeurs du sud de Tahar Belabes (CNDDC), des associations (SOS Disparus, réseau Wassila, l’association de défense des droits des enfants), le mouvement des archs, le Collectif national pour la liberté de la presse (CNLP) autour de Rabah Abdallah, des journalistes comme Fodil Boumala, Mustapha Benfodil, Zoubir Khlaïfïa, Hassan Moali, Houari Barti, Ali Cherarak, Zouaimia El Hadj Larbi ou encore Amine Esseghir, des partis politiques (RCD, MDS, FFS, PLD), des députés indépendants (Tarek Mira, Ali Brahimi) et des citoyens avocats, enseignants, cadres actif ou en retraite et des comités de quartier.
Une Alliance nationale pour le changement (ANC) est lancée au mois de mars 2011 regroupant des personnalités politiques telles Ahmed Benbitour, Tahar Benbaïbèche et des partis politiques agréés comme l'Islah de Djamel Benabdeslam, le RPR d'Abdelkader Merbah, Jil Jadid de Soufiane Djilali et d'autres non-agréés comme le Mouvement pour la prédiction et le changement d’Abdelmadjid Menasra et le PLJ de Mohamed Saïd.

#### 2014
En avril 2014, une nouvelle Alliance Nationale pour le Changement (ANC) est lancée par des hommes politiques et des universitaires algériens comme Samir Bouakouir et Karim Tabbou, Anouar Heddam (ex-FIS), Mourad Dhina (Rachad), Omar Aktouf, Tahar Belabes (CNDDC) et l’ancien ministre Ghazi Hidouci.

## Création et première conférence «Mazafran I»
Une nouvelle tentative pour rassembler l'opposition est lancée en 2014 autour d'une plateforme publiée le 31 mai 2014, un document de huit pages qui aborde les principes de la transition démocratique : « la déclaration de Novembre 54 comme cadre de référence de l’État algérien », le « respect du cadre républicain de l’État algérien », la « préservation de l’unité nationale et le refus de violence sous toutes ses formes dans le travail politique », le « refus de l’ingérence étrangères sous n’importe quelle forme » et de « rendre civil le régime politique et éloigner l’institution militaire et sécuritaire des conflits politiques ». Les objectifs visés sont « l’ouverture d’un dialogue libre et responsable entre les Algériens », la « consécration d’un État de droit » et le respect « du principe de la séparation entre les pouvoirs », la « soumission de toutes les institutions civiles et militaires au principe de la transparence » et « annuler tous les aspects de monopole politique, économique, médiatique, syndical et culturel ». La coordination préconise la constitution d’un gouvernement consensuel de transition démocratique et la création d’un organisme indépendant pour l’organisation et la supervision des élections. Elle propose ensuite la préparation de manière consensuelle d’une nouvelle Constitution qui concrétisera les objectifs de la transition démocratique et qui sera adoptée par référendum,.
La Coordination nationale pour les libertés et la transition démocratique est établie le 10 juin 2014 par une conférence nationale à Zéralda, à l’hôtel Mazafran.
Cette première conférence réunit des partis islamistes comme le MSP d'Abderrazak Makri, le FJD d'Abdallah Djaballah, Ennahda et deux membres de l’ex-FIS, Kamel Guemazi et Ali Djeddi (Ali Belhadj choisi de ne pas venir afin de ne pas donner de prétexte au pouvoir de gâcher la rencontre) qui préconisent l'élection d'une assemblée constituante, le RCD de Mohcen Belabbes, le FFS d'Ahmed Betatache, Jil jadid de Soufiane Djilali et des personnalités des anciens gouvernements comme l'ex-premier ministre Ahmed Benbitour, Mouloud Hamrouche et Ali Benflis (au nom du Pôle du changement). D'autres personnalités participent à la conférence comme le président d’honneur de la ligue algérienne des droits de l'Homme (LADDH) Ali Yahia Abdennour, Saïd Saadi, Mokrane Aït Larbi,,,, Fodil Boumala qui appelle le 14 juin 2014 à la création d'une deuxième république avec l'élection d'une assemblée constituante.
Le parti des travailleurs (PT) de Louisa Hanoune refuse de participer à la conférence pour exprimer son désaccord sur l’option d’une transition démocratique, arguant que ce type de démarche politique a conduit au démembrement des États en Afrique du Nord (Libye) et au Machrek pouvant entraîner le pays dans le chaos en ouvrant la voie à l’instabilité et à la résurgence de luttes idéologiques qui ramèneraient le pays à revivre la situation des années 90, et qu'il serait en décalage avec les questions sociales prioritaires.
La conférence initiale exclut les représentants officiels du pouvoir.
Les autorités font des obstructions à la tenue de la réunion, dont l'annulation de dernière minute d'une réservation de salle, ce qui a obligé les coordinateurs à trouver rapidement une salle alternative.
Le but de la coordination est d'organiser une transition démocratique en Algérie,,.

### Plateforme de Mazafran I
Le 4 août 2014 est publiée la première plateforme dénommée plateforme Mazafran I (ou plateforme d'Ain Benian ou Zeralda) qui appelle au changement réel par les voies pacifiques et civilisationnelles, l'alternance pacifique du pouvoir, le respect des libertés individuelles et collectives, la séparation et l'équilibre des pouvoirs, la transparence de toutes les institutions civiles et militaires, la décentralisation, la réalisation d'une économie productive pour sortir de la dépendance aux hydrocarbures.

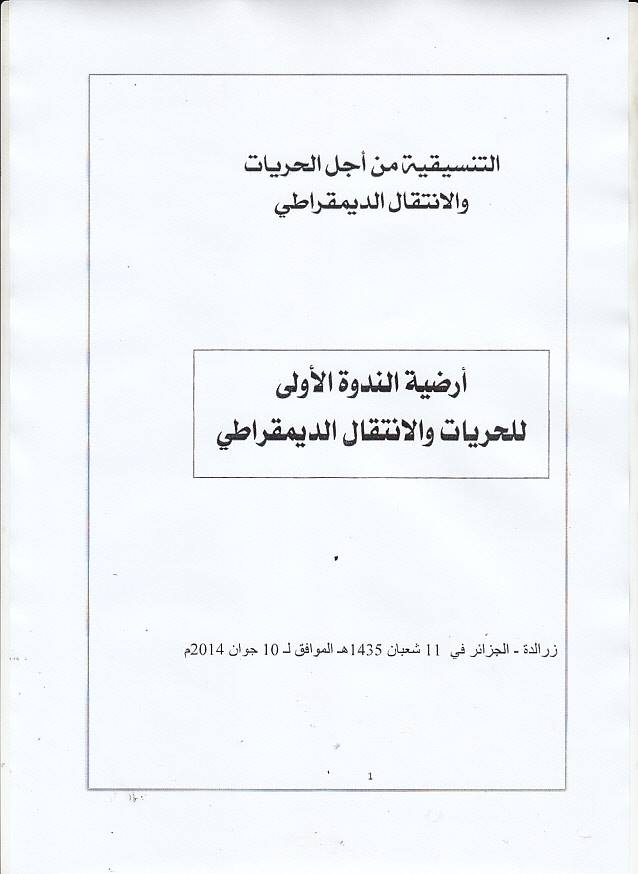

#### Principes des bases pour étendre les libertés et réaliser la transition démocratique
- Déclaration du 1er novembre 1954 comme cadre de référence pour l’État algérien, dans le respect des composantes fondamentales de son identité et de ses valeurs.
- La forme républicaine de l'État
- Le maintien de l’unité nationale et l’harmonie sociale
- Le refus de la violence sous toutes ses formes dans la pratique politique de toutes les parties.
- Concrétiser le principe du consensus, du dialogue et de la négociation dans la réalisation de la transition démocratique.
- Faire preuve d'éthique dans la construction de la transition démocratique.
- Refuser l'ingérence étrangère sous quelconque forme.
- Rendre le système politique civil en éloignant l'institution militaire et sécuritaire des tiraillements politiques et qui se consacrera à ses missions constitutionnelles de protection de l'unité nationale et de sécurité du territoire national et qui veillera à son unité et à ne pas se diviser.

#### Mécanismes de réalisation de la transition démocratique
- Gouvernement consensuel qui veillera à réaliser la transition démocratique qui se chargera de gérer les affaires publiques et d'instaurer la paix sociale.
- Organisme indépendant et permanent d'organisation et de surveillance des élections.
- Constitution pour l'Algérie qui consacrera le consensus qui comprend la réalisations des buts de la transition démocratique, après référendum populaire.
- Communication constante et active avec le peuple algérien.

## Deuxième conférence
Une deuxième conférence a lieu début septembre 2014. Un « règlement intérieur, [une] instance de concertation et ... un programme d'actions » sont décidés. Parmi les personnalités participants sont les anciens premiers ministres Ali Benflis et Mokdad Sifi, l'ancien président de la Ligue algérienne pour la défense des droits de l'homme (LADDH) Mostefa Bouchachi et le militant des droits de l'Homme Salah Dabouz, des intellectuels comme Nacer Djabi, Mohand-Arezki Ferrad, Saïd Bouakba et l'ancien diplomate Abdelaziz Rahabi .
Le Front des forces socialistes (FFS) refuse de participer à la réunion de septembre 2014, car il organise lui-même une conférence nationale de consensus pour la fin de l'anée et dans laquelle il compte associer le pouvoir.

### Instance de concertation et de suivi de l'opposition politique (ICSO)
Cette instance rassemble les partis membres de la Coordination nationale pour les libertés et la transition démocratique (CNLTD),et les partis membres du Pôle des forces de changement coordonné par Ali Benflis et constitués des partis qui ont soutenu sa candidature pour la présidentielle du 17 avril 2014.
En février 2015, la CNLTD et le FFS rivalisent en essayant de coordonner l'alternative au système.

### Mazafran II
Le 30 mars 2016, une autre conférence a lieu avec de nombreux absents comme des partis politiques, à l’instar du FFS, et des personnalités politiques telles que Mouloud Hamrouche et Sid-Ahmed Ghozali, l’ancien colonel de l’ALN Lakhdar Bouragaâ, la moudjahida Djamila Bouhired, le général à la retraite Rachid Benyelles ou encore les anciens militants du FIS dissous Ali Belhadj, Kamel Guemazi et Ali Djedi.
En juin 2016, Jil jadid se retire de la CNLTD. Le chef de Jil jadid, Soufiane Djilali, explique que pour Jil jadid, les partis membres de la CNLTD font trop de compromis avec le pouvoir en faisant des candidatures aux sièges de députés et sénatoriaux, tandis que Jil jadid souhaite voir une réorganisation politique fondamentale. Djilali résume sa critique de Jil jadid disant que « notre objectif à nous est d’aider ce pouvoir à s’en aller et non pas à participer avec lui à la gestion du pays ».

### Dissolution
Les composantes de la CNLTD se réunissent régulièrement, mais ne réussissent pas à former des objectifs et propositions clairs, perdant de l'énergie dans les intérêts des partis. Les avis restent fort partagés pour et contre un boycott et l'opposition est vue comme affaiblie lors des élections législatives algériennes de 2017. Le rôle dominant du MSP au sein de la CNLTD joue un rôle dans son affaiblissement,.
La CNLTD est dissoute en 2017/2018. Le conflit entre le MSP et Soufiane Djilali du Jil jadid vient aux accusations personnelles et une promesse de porter plainte pour diffamation.